# Corzé
Corzé és un municipi francès situat al departament de Maine i Loira i a la regió de País del Loira. L'any 2007 tenia 1.594 habitants.

## Demografia

### Població
El 2007 la població de fet de Corzé era de 1.594 persones. Hi havia 597 famílies de les quals 124 eren unipersonals (58 homes vivint sols i 66 dones vivint soles), 208 parelles sense fills, 253 parelles amb fills i 12 famílies monoparentals amb fills.
La població ha evolucionat segons el següent gràfic:
Habitants censats

### Habitatges
El 2007 hi havia 659 habitatges, 598 eren l'habitatge principal de la família, 33 eren segones residències i 29 estaven desocupats. 634 eren cases i 19 eren apartaments. Dels 598 habitatges principals, 416 estaven ocupats pels seus propietaris, 168 estaven llogats i ocupats pels llogaters i 13 estaven cedits a títol gratuït; 3 tenien una cambra, 43 en tenien dues, 84 en tenien tres, 139 en tenien quatre i 329 en tenien cinc o més. 462 habitatges disposaven pel capbaix d'una plaça de pàrquing. A 214 habitatges hi havia un automòbil i a 339 n'hi havia dos o més.

### Piràmide de població
La piràmide de població per edats i sexe el 2009 era:
| Homes | Edats   | Dones |
| ----- | ------- | ----- |
| 0     | 95 o +  | 4     |
| 0     | 90 a 94 | 0     |
| 24    | 85 a 89 | 4     |
| 8     | 80 a 84 | 16    |
| 20    | 75 a 79 | 24    |
| 20    | 70 a 74 | 24    |
| 28    | 65 a 69 | 48    |
| 36    | 60 a 64 | 20    |
| 28    | 55 a 59 | 32    |
| 32    | 50 a 54 | 36    |
| 72    | 45 a 49 | 68    |
| 48    | 40 a 44 | 56    |
| 68    | 35 a 39 | 52    |
| 64    | 30 a 34 | 64    |
| 48    | 25 a 29 | 68    |
| 53    | 20 a 24 | 28    |
| 40    | 15 a 19 | 64    |
| 68    | 10 a 14 | 72    |
| 60    | 5 a 9   | 44    |
| 36    | 0 a 4   | 60    |

## Economia
El 2007 la població en edat de treballar era de 1.020 persones, 786 eren actives i 234 eren inactives. De les 786 persones actives 726 estaven ocupades (393 homes i 333 dones) i 60 estaven aturades (25 homes i 35 dones). De les 234 persones inactives 79 estaven jubilades, 97 estaven estudiant i 58 estaven classificades com a «altres inactius».

### Ingressos
El 2009 a Corzé hi havia 616 unitats fiscals que integraven 1.684 persones, la mediana anual d'ingressos fiscals per persona era de 17.695 €.

### Activitats econòmiques
Dels 47 establiments que hi havia el 2007, 1 era d'una empresa alimentària, 4 d'empreses de fabricació d'altres productes industrials, 13 d'empreses de construcció, 10 d'empreses de comerç i reparació d'automòbils, 2 d'empreses de transport, 2 d'empreses d'hostatgeria i restauració, 1 d'una empresa financera, 2 d'empreses immobiliàries, 8 d'empreses de serveis i 4 d'empreses classificades com a «altres activitats de serveis».
Dels 15 establiments de servei als particulars que hi havia el 2009, 1 era una oficina de correu, 1 una oficina bancària, 3 paletes, 3 guixaires pintors, 2 fusteries, 1 lampisteria, 1 electricista, 2 perruqueries i 1 restaurant.
Dels 3 establiments comercials que hi havia el 2009, 1 era un supermercat, 1 una fleca i 1 una floristeria.
L'any 2000 a Corzé hi havia 28 explotacions agrícoles que ocupaven un total de 2.125 hectàrees.

## Equipaments sanitaris i escolars
El 2009 hi havia una escola elemental.

## Poblacions més properes
El següent diagrama mostra les poblacions més properes.